# 申雅嵐

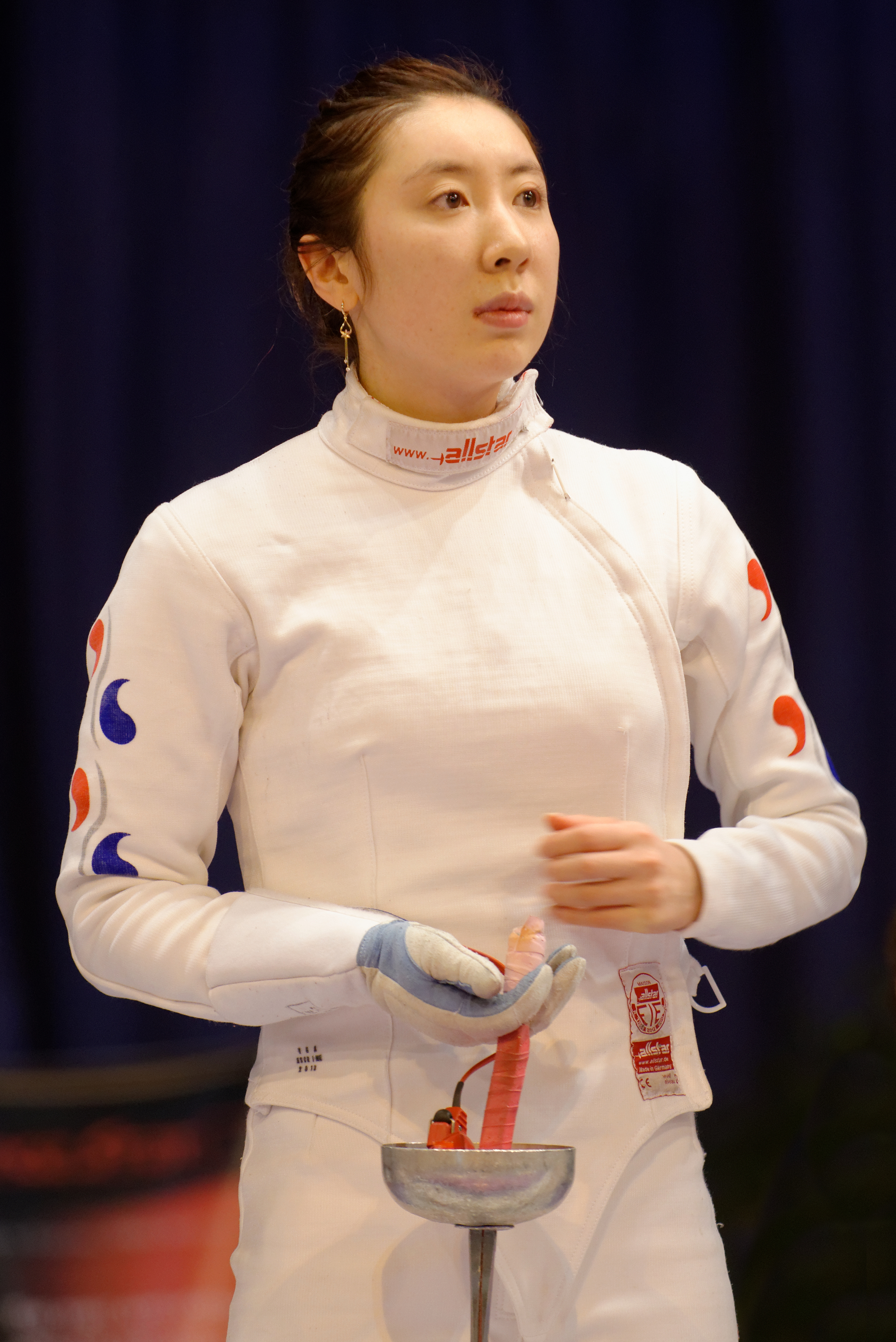
2013

申雅嵐（韓語：신아람，1986年9月23日—），又译申一榄、申雅蘭，韩国击剑运动员。

## 教育
2005 - 2009年，韩国体育大学
2002 - 2005年，女校，錦山郡，韩国.

## 职涯
2006年 多哈亚运会 - 女子国家击剑队
2010年 广州亚运会 - 女子国家击剑队
2011年 深圳夏季世界大学生运动会 - 女子国家击剑队
2012年 伦敦奥运会 - 女子国家击剑队

## 2012年夏季奥运会
在2012年伦敦奥运会女子重剑半决赛中，申雅嵐因为一个争议判罚，而败给了布丽塔·海德曼。
在进行至5比5和局后，比赛就进入了计时1分钟的驟死賽。由于申雅嵐事先就已获得了优先权，因此可以在对手无法获取任何分数的情况下胜出。
就在比赛的最后一秒钟，错误的计时造成时钟归零。因此裁判决定让完整的一秒钟附加于计时器上，也间接让海德曼获得了取胜分。可是，这关键的最后一秒竟然容得下两次的攻击与两次的计时重启，让观众都认为计时错误地冻住了。而这不寻常的事故，让双方在短于规定中距离的情况下进行比赛。这时的海德曼急促地进攻，申雅嵐则尽量与外围线保持一定的距离。
韩国对此作出上诉，指海德曼的攻击是在时间结束后发生的。根据击剑的规则，在比赛官员审议期间，选手是不得离开会场的，而因此申雅嵐就在赛道上呆等了一个小时。除此之外，韩国代表也必须支付一笔费用以让上诉能获考虑。根据国际击剑总会的规定，所有上诉是必须以80美金作抵押，以预防恶意上诉的情况发生，而如果上诉并无恶意之嫌，抵押将会被退款。韩国上诉的结果是，维持原判。
在观众热烈欢呼声中，申雅嵐重新回到铜牌争夺战的舞台，但最后还是惜败于中国选手。
随后，国际击剑总会决定为她追颁一面特别奖牌，以示歉意。申雅嵐拒绝了此献议，并表示：“它依然无法安抚我，因为它不是奥运奖牌。我不接受这个结果是因为我相信它本来就是个过失。”
五天后，申雅嵐于女子團體重劍比賽获得了银牌。